# Sobór Wniebowstąpienia Pańskiego w Magnitogorsku
Sobór Wniebowstąpienia Pańskiego – prawosławny sobór w Magnitogorsku, katedra eparchii magnitogorskiej. 
Świątynia została wzniesiona według projektu A. Wołobujewa. Jest to budowla siedmiokopułowa o wysokości 42 metrów, zwieńczona dziesięciometrowym krzyżem. Ikonostas świątyni, złożony ze stu ośmiu ikon, o łącznej wysokości 15 metrów, powstał w pracowni ławry Troicko-Siergijewskiej. W obrębie soboru znajduje się też kaplica-baptysterium św. Jana Kronsztadzkiego. W świątyni przechowywane są relikwie Świętych Kijowsko-Peczerskich Spoczywających w Bliższych Pieczarach.
Prace budowlane nad obiektem zakończyły się w 2004, zaś 1 czerwca 2005 cerkiew poświęcił metropolita kałuski i borowski Klemens.
W związku z utworzeniem eparchii magnitogorskiej, cerkiew Wniebowstąpienia Pańskiego w Magnitogorsku otrzymała w 2013 – dekretem patriarchy moskiewskiego i całej Rusi Cyryla – status soboru katedralnego.